# Cynodontium
Cynodontium là một chi rêu trong họ Dicranaceae.